# I Esdras
I Esdras (em grego:  Ἔσδρας Αʹ10
), conhecido também como Esdras A, Esdras grego, Ezra grego ou III Esdras, é uma antiga versão em grego do Livro de Esdras bíblico utilizado por muitas comunidades durante o cristianismo primitivo e aceito por algumas denominações cristãs com variados graus de canonicidade. I Esdras é substancialmente idêntico ao texto massorético do Livro de Esdras (Ezra).
Como parte da tradução Septuaginta do Antigo Testamento, é considerado canônico nas igrejas orientais, mas apócrifo no ocidente. Este livro também fazia parte da "Hexapla" de Orígenes. 
Versões modernas da Bíblia grega geralmente incluem tanto Esdras A quanto Esdras B (Esdras-Neemias) em paralelo.

## Nomenclatura
O livro normalmente chamado de "I Esdras" é numerado de forma diferente nas diversas versões da Bíblia. Na maior parte das edições da Septuaginta, ele aparece com o título em grego Ἔσδρας Αʹ imediatamente antes do livro duplo de Esdras-Neemias, cujo título em grego é Ἔσδρας Βʹ. Em resumo:
- Septuaginta e traduções derivadas: Ἔσδρας Αʹ = I Esdras ou Esdras A;
- Vulgata e suas traduções derivadas: III Esdras ou 3 Esdras;
- Bíblia eslavônica: II Esdras ou 2 Esdras;
- Bíblia Etíope: Ezra Kali, que significa "II Ezra";
- Bíblia do Rei Jaime e sucessivas traduções para o inglês: 1 Esdras.

## Conteúdo
I Esdras contém todo o texto do Livro de Esdras (Ezra) com a adição de uma seção e seus versículos são numerados de forma diferente. Assim como Ezra começa com os dois últimos versículos de II Crônicas, I Esdras começa com os dois últimos capítulos, o que sugere que Crônicas e Esdras podem ter sido lidos como um único livro em algum momento no passado.
No versículo 4:6 (Esdras 4:6) do Livro de Esdras há uma referência ao rei Assuero, que, etimologicamente, é a mesma pessoa que Xerxes, que reinou entre Dário e Artaxerxes. Como isto soa anacrônico, alguns estudiosos o identificam como sendo um outro rei. Em I Esdras, esta referência é substituída pela seção adicional. Assim, em I Esdras, Ciro, Dário e Artaxerxes aparecem em sua ordem histórica correta.
A seção adicional começa com uma história conhecida como o "Concurso de Dário" ou "História dos Jovens", que foi interpolado entre I Esdras 3:4 e I Esdras 4:4. Esta seção faz a ligação de I Esdras com o capítulo 5 do livro de Esdras, que juntos estão organizados numa estrutura quiástica ("circular") à volta da celebração do retorno dos exilados a Jerusalém depois do final do cativeiro na Babilônia. Este centro quiástico transforma I Esdras em uma unidade literária completa que lhe permite existir de forma independente do Livro de Neemias. De fato, alguns estudiosos, como W. F. Albright e Edwin M. Yamauchi, acreditam que Neemias voltou para Jerusalém antes de Esdras.

## Autor e crítica textual
A objetivo deste livro parece ser a apresentação de uma disputa na corte de Jeoiaquim, o último rei de Judá, para a qual detalhes de outros livros são necessários para completar a história. Como há várias discrepâncias no relato, a maior parte dos acadêmicos defende que a obra foi escrita por mais de um autor. Não há, contudo, concordância sobre qual foi a língua original da obra, se o grego, o aramaico ou o hebraico. Por conta das similaridades ao vocabulário do Livro de Daniel, presume-se que alguns dos autores possam ter vindo do Baixo Egito e alguns (ou todos) podem ter tido acesso à uma tradução de Daniel.
Flávio Josefo utiliza este livro e alguns estudiosos acreditam que é provável que ela tenha sido escrita no século I a.C. ou no século I d.C.. Muitos estudiosos protestantes e católicos não atribuem nenhum valor às seções do livro que não aparecem no texto de Esdras-Neemias. As citações de outros livros da Bíblia, porém, dão uma visão de como era o texto de uma versão antiga da Septuaginta, o que aumenta o seu valor para os estudiosos.
Nos modernos textos gregos, o texto termina no meio de uma sentença, que, depois disto, teve que ser reconstruído a partir de uma antiga tradução latina. Porém, geralmente se presume que a obra original se estendia até a "Festa dos Tabernáculos", como descrito em Neemias 8:13-18. Uma dificuldade adicional com o texto aparece para os leitores desacostumados com as estruturas quiásticas (narrativa circular) comuns na literatura semítica. Quando lido no estilo ocidental, de narrativa puramente linear, então Artaxerxes parece ser mencionado antes de Dário, que é mencionado antes de Ciro (esta mistura na ordem dos eventos também aparece no canônico Esdras-Neemias). O quiasma semítico é corrigido, pelo menos no manuscrito de Josefo em "Antiguidades Judaicas" (11, 2), no qual o nome de Artaxerxes aparece como "Cambises".

## Utilização no cânone cristão
Este livro foi amplamente citado pelos primeiros escritores cristãos e foi incorporado na "Hexapla" de Orígenes, mas não foi incluído em nenhum cânone da Bíblia no ocidente. Clemente VIII colocou-o no apêndice da Vulgata juntamente com outros apócrifos "para que não perecessem inteiramente". Porém, ele continuou a ser utilizado no cristianismo oriental e ainda é parte do cânone da Igreja Ortodoxa.
Na liturgia do rito romano, este livro é citado uma única vez no Missal Extraordinário de 1962 e, antes, no ofertório da missa dedicada à eleição de um novo papa: "Non participentur sancta, donec exsurgat póntifex in ostensiónem et veritátem" ("Não participeis das coisas sagradas até que surja um sacerdote em manifestação e verdade"), uma citação de I Esdras 5:40.
Alguns estudiosos, incluindo Joseph Blenkinsopp, defendem que o livro é uma revisão do final do II a.C. ou do início do século seguinte do Livro de Esdras e de Esdras-Neemias enquanto que outros, como L.L. Grabbe, acreditam que ele é independente da tradição hebraica de Esdras-Neemias.